# Forschungsinstitut für biologischen Landbau
Das Forschungsinstitut für biologischen Landbau (FiBL) ist eine unabhängige Forschungseinrichtung im schweizerischen Frick, die sich mit der Erforschung von Methoden und Anwendungen des biologischen Landbaus beschäftigt.
Es ist eines der führenden Forschungs- und Informationszentren für Biolandbau weltweit. Das FiBL Schweiz beschäftigt knapp 400 Mitarbeiter (2022). Im Jahr 2021 erwirtschaftete das Institut einen Ertrag von zirka 32 Millionen Franken.

## Geschichte
1970 wurde vom Politiker Heinrich Schalcher ein Vorstoss beim Parlament eingereicht, mit der Forderung eine Forschungseinrichtung für den biologischen Landbau zu schaffen. Der Vorstoss wurde jedoch abgelehnt. Infolge haben Biobauern gemeinsam mit Wissenschaftlern am 1. Februar 1973 die Schweizerische Stiftung zur Förderung des biologischen Landbaus gegründet, welche als Grundstein des heutigen Forschungsinstituts für biologischen Landbau (FiBL) zählt. Mitgründer dieser Stiftung sind neben Schalcher u. a. der Agronom Philippe Matile und der Biobauer Fritz Baumgartner. Schalcher wurde zum ersten Präsidenten ernannt, welcher dieses Amt bis 1987 ausübte.
Das FiBL wurde 1973 als private Stiftung gegründet. Es setzte sich zum Ziel, die Biobauern durch Forschungsprojekte und Beratung zu unterstützen. Erster Direktor wurde Hartmut Vogtmann, welcher dieses Amt von 1974 bis 1981 ausübte. Das Institut war von 1974 bis 1997 in Oberwil ansässig, seither am heutigen Standort in Frick. Durch das Institut erfolgte die Ausrichtung der 1. IFOAM-Konferenz 1977 in Sissach und der 13. IFOAM-Konferenz in Basel, 2000. Mit dem DOK-Versuch – biologisch-dynamisch (D), organisch-biologisch (O) und konventionell (K) – startete das FiBL zusammen mit Agroscope im Jahr 1978 einen heute noch existierenden Langzeitversuch, welcher die Anbausysteme dieser drei Landwirtschaftssysteme erstmals mit wissenschaftlichen Methoden vergleicht. 1981 wurde vom FiBL der Verband Schweizerischer Biologischer Landbau-Organisationen (VSBLO) mitbegründet, der heutigen Bio Suisse.
1992 wurde der Biolandbau als «förderungswürdige Produktionsform» in das schweizerische Landwirtschaftsgesetz aufgenommen. Zwei Jahre später wurde dem FiBL der erste Leistungsauftrag erteilt.
Nach Vogtmann wurde das Institut von 1981 bis 1989 von Henri Suter geleitet, von 1990 bis Ende März 2020 von Urs Niggli. Am 1. April 2020 übernahmen Knut Schmidtke, Marc Schärer und Lucius Tamm die Direktion von FiBL Schweiz. Seit Oktober 2023 wird das Institut von Jürn Sanders und Beate Huber geleitet.

## Kooperationen
Der FiBL Gruppe gehören derzeit neben dem FiBL Schweiz (gegründet 1973), FiBL Deutschland (2000 oder 2001), FiBL Österreich (2004), ÖMKi (Ungarisches Forschungsinstitut für biologischen Landbau) (2011), FiBL Frankreich (2017) und das gemeinsam von den fünf nationalen Instituten getragene FiBL Europe (2017) an.
Das FiBL ist Mitglied der Internationalen Vereinigung der ökologischen Landbaubewegungen IFOAM – Organics International und hat die International Society of Organic Agriculture Research (deutsche Internationale Gesellschaft der Forschung im Ökologischen Landbau) ISOFAR mit aufgebaut. Es unterhält ein umfangreiches europäisches Forschungsnetzwerk. Zudem ist das FiBL in Osteuropa, Asien, Lateinamerika und Afrika aktiv.
2015 wurde das Schweizer Nationale Bioforschungsforum (NBFF) von Agroscope, Bio Suisse und dem FiBL gegründet. 2023 haben das FiBL und der Strickhof ihre seit 1981 bestehende Zusammenarbeit mit der Unterzeichnung eines neuen Leistungsauftrags für die Jahre 2024 bis 2031 ausgebaut.

## Finanzierung
Das Institut wird vom Bundesamt für Landwirtschaft, vom Bundesamt für Umwelt, vom Staatssekretariat für Wirtschaft, von der Direktion für Entwicklung und Zusammenarbeit, von den Landwirtschaftsämtern der Kantone, von Gemeinden sowie von Coop, Bio Suisse, Migros und Einzelpersonen finanziert. Daneben finanziert sich das FiBL über zahlreiche Forschungsaufträge. Das Institut ist des Weiteren an zahlreichen EU-Forschungsprojekten beteiligt.

## Stiftungsrat
Folgende Personen sind im Stiftungsrat von FiBL Schweiz vertreten: (Stand: 5. Oktober 2024)
| - Bernard Lehmann, Präsident - Claudia Friedl, Vizepräsidentin - Colette Basler - Rolf Bernhard - Urs Brändli | - Anne Challandes - Peter Felser - Markus Hausammann - Sofia de Meyer - Marc Muntwyler |

2021 wurde der FiBL-Stiftungsrat von neun auf zehn Personen aufgestockt. 2022 wurde der langjährige Präsident Martin Ott von Bernard Lehmann abgelöst. Von 1997 bis 2007 war alt Bundesrat Otto Stich Stiftungsratspräsident. Seine Vorgänger waren Hans Schüpbach (1990–1997), Heinz Zumstein (1978–1990) und der erste FiBL-Präsident Nationalrat Heinrich Schalcher (1973–1978).

## Wissenschaftlicher Beirat
Folgende Personen sind im wissenschaftlichen Beirat von FiBL Schweiz vertreten: (Stand: April 2025)
| - Dominique Barjolle (Präsidentin) - Annette Freibauer - Matthias Gauly - Johannes Jehle | - Brigitte Kaufmann - Achim Walter - Hubert Wiggering |